# Partecipanti al Giro di Germania 2024
Elenco dei partecipanti al Giro di Germania 2024.
Il Giro di Germania 2024 è stato la trentottesima edizione della corsa. Alla competizione presero parte 20 squadre: 12 con licenza UCI World Tour 2024, 5 UCI ProTeam, 2 UCI Continental Team e 1 selezione nazionale. 
Ciascuna delle squadre è composta da 6 ciclisti, per un totale di 120 accreditati alla partenza.

## Corridori per squadra
Nota: R ritirato, NP non partito, FT fuori tempo, SQ squalificato
| Soudal Quick-Step         | Soudal Quick-Step         | Soudal Quick-Step         | Lidl-Trek                     | Lidl-Trek                     | Lidl-Trek                     | Ineos Grenadiers        | Ineos Grenadiers        | Ineos Grenadiers        |
| ------------------------- | ------------------------- | ------------------------- | ----------------------------- | ----------------------------- | ----------------------------- | ----------------------- | ----------------------- | ----------------------- |
| N°                        | Ciclista                  | Clas.                     | N°                            | Ciclista                      | Clas.                         | N°                      | Ciclista                | Clas.                   |
| 1                         | Pieter Serry              | 79°                       | 11                            | Mads Pedersen                 | 1°                            | 21                      | Filippo Ganna           | 88°                     |
| 2                         | Gil Gelders               | 9°                        | 12                            | A. Gebreigzabhier             | 86°                           | 22                      | Jonathan Castroviejo    | 61°                     |
| 3                         | Antoine Huby              | 76°                       | 13                            | Daan Hoole                    | 85°                           | 23                      | Omar Fraile             | 84°                     |
| 4                         | Luke Lamperti             | 4°                        | 14                            | Alex Kirsch                   | R 3ª                          | 24                      | Ethan Hayter            | 30°                     |
| 5                         | Fausto Masnada            | 35°                       | 15                            | Jonathan Milan                | 66°                           | 25                      | Elia Viviani            | 89°                     |
| 6                         | Jordi Warlop              | R 3ª                      | 16                            | Toms Skujiņš                  | 13°                           | 26                      | Cameron Wurf            | 94°                     |
| Red Bull-Bora-Hansgrohe   | Red Bull-Bora-Hansgrohe   | Red Bull-Bora-Hansgrohe   | Movistar Team                 | Movistar Team                 | Movistar Team                 | Team Visma-Lease a Bike | Team Visma-Lease a Bike | Team Visma-Lease a Bike |
| N°                        | Ciclista                  | Clas.                     | N°                            | Ciclista                      | Clas.                         | N°                      | Ciclista                | Clas.                   |
| 31                        | Danny van Poppel          | 2°                        | 41                            | Gregor Mühlberger             | 15°                           | 51                      | Jørgen Nordhagen        | 7°                      |
| 32                        | Jordi Meeus               | 59°                       | 42                            | Ruben Guerreiro               | 29°                           | 52                      | Dario Belletta          | 43°                     |
| 33                        | Marco Haller              | 55°                       | 43                            | William Barta                 | 17°                           | 53                      | Thomas Gloag            | 20°                     |
| 34                        | Bob Jungels               | 87°                       | 44                            | Antonio Pedrero               | R 2ª                          | 54                      | Johannes Staune-Mittet  | NP Pª                   |
| 35                        | Jonas Koch                | 48°                       | 45                            | Javier Romo                   | 49°                           | 55                      | Milan Vader             | 27°                     |
| 36                        | Ben Zwiehoff              | 53°                       | 46                            | Jon Barrenetxea               | 25°                           | 56                      | Tim van Dijke           | 82°                     |
| Team DSM-Firmenich PostNL | Team DSM-Firmenich PostNL | Team DSM-Firmenich PostNL | Uno-X Mobility                | Uno-X Mobility                | Uno-X Mobility                | EF Education-EasyPost   | EF Education-EasyPost   | EF Education-EasyPost   |
| N°                        | Ciclista                  | Clas.                     | N°                            | Ciclista                      | Clas.                         | N°                      | Ciclista                | Clas.                   |
| 61                        | Niklas Märkl              | 24°                       | 71                            | Alexander Kristoff            | NP4ª                          | 81                      | Stefan Bissegger        | 56°                     |
| 62                        | Vincent Bodet             | 80°                       | 72                            | Tord Gudmestad                | R 4ª                          | 82                      | Stefan de Bod           | 54°                     |
| 63                        | Sean Flynn                | 11°                       | 73                            | Anders Johannessen            | 78°                           | 83                      | Edvin Lovidius          | 97°                     |
| 64                        | Ryan Gal                  | 99°                       | 74                            | Tobias Johannessen            | 3°                            | 84                      | Jonas Rutsch            | 23°                     |
| 65                        | Bjoern Koerdt             | 40°                       | 75                            | Johannes Kulset               | 64°                           | 85                      | Archie Ryan             | 5°                      |
| 66                        | Kevin Vermaerke           | 10°                       | 76                            | Anders Skaarseth              | 71°                           | 86                      | Georg Steinhauser       | 74°                     |
| Alpecin-Deceuninck        | Alpecin-Deceuninck        | Alpecin-Deceuninck        | Bahrain Victorious            | Bahrain Victorious            | Bahrain Victorious            | Selezione tedesca       | Selezione tedesca       | Selezione tedesca       |
| N°                        | Ciclista                  | Clas.                     | N°                            | Ciclista                      | Clas.                         | N°                      | Ciclista                | Clas.                   |
| 91                        | F. Van Den Bossche        | 47°                       | 101                           | Santiago Buitrago             | 33°                           | 111                     | Simon Geschke           | 26°                     |
| 92                        | Simon Dehairs             | R 4ª                      | 102                           | Alberto Bruttomesso           | 90°                           | 112                     | Johannes Adamietz       | 42°                     |
| 93                        | Tibor Del Grosso          | 21°                       | 103                           | Nicolò Buratti                | 58°                           | 113                     | Miguel Heidemann        | 98°                     |
| 94                        | Jimmy Janssens            | 38°                       | 104                           | Matevž Govekar                | 32°                           | 114                     | Roger Kluge             | 95°                     |
| 95                        | Ramon Sinkeldam           | 69°                       | 105                           | Wout Poels                    | 28°                           | 115                     | Tobias Müller           | 57°                     |
| 96                        | Henri Uhlig               | 16°                       | 106                           | Vlad Van Mechelen             | 67°                           | 116                     | Max Walscheid           | 52°                     |
| Astana Qazaqstan Team     | Astana Qazaqstan Team     | Astana Qazaqstan Team     | Intermarché-Wanty             | Intermarché-Wanty             | Intermarché-Wanty             | Tudor Pro Cycling Team  | Tudor Pro Cycling Team  | Tudor Pro Cycling Team  |
| N°                        | Ciclista                  | Clas.                     | N°                            | Ciclista                      | Clas.                         | N°                      | Ciclista                | Clas.                   |
| 121                       | Rüdiger Selig             | 81°                       | 131                           | Georg Zimmermann              | 19°                           | 141                     | Marco Brenner           | 18°                     |
| 122                       | Evgenij Fëdorov           | R 3ª                      | 132                           | Lilian Calmejane              | R 4ª                          | 142                     | Marius Mayrhofer        | R 4ª                    |
| 123                       | Evgenij Gidič             | R 3ª                      | 133                           | Kevin Colleoni                | 37°                           | 143                     | Séb. Reichenbach        | 62°                     |
| 124                       | Max Kanter                | 34°                       | 134                           | Alexy Faure Prost             | 75°                           | 144                     | Florian Stork           | 6°                      |
| 125                       | Jonas Reibsch             | 100°                      | 135                           | Zeno Moonen                   | 83°                           | 145                     | Hannes Wilksch          | 50°                     |
| 126                       | Gleb Syrica               | 93°                       | 136                           | Taco van der Hoorn            | 77°                           | 146                     | Maikel Zijlaard         | R 3ª                    |
| TotalEnergies             | TotalEnergies             | TotalEnergies             | Q36.5 Pro Cycling Team        | Q36.5 Pro Cycling Team        | Q36.5 Pro Cycling Team        | Bike Aid                | Bike Aid                | Bike Aid                |
| N°                        | Ciclista                  | Clas.                     | N°                            | Ciclista                      | Clas.                         | N°                      | Ciclista                | Clas.                   |
| 151                       | Anthony Turgis            | R 3ª                      | 161                           | Jannik Steimle                | 63°                           | 171                     | Vinzent Dorn            | 68°                     |
| 152                       | Thomas Bonnet             | 73°                       | 162                           | Fabio Christen                | 8°                            | 172                     | Antoine Berlin          | 41°                     |
| 153                       | Fabien Doubey             | 60°                       | 163                           | Alessandro Fancellu           | R 2ª                          | 173                     | Anton Lennemann         | 104°                    |
| 154                       | Émilien Jeannière         | 22°                       | 164                           | Cyrus Monk                    | 91°                           | 174                     | Oliver Mattheis         | 51°                     |
| 155                       | Mattéo Vercher            | 70°                       | 165                           | Jan Sommer                    | 92°                           | 175                     | Anton Schiffer          | 39°                     |
| 156                       | Alexis Vuillermoz         | 44°                       | 166                           | Nickolas Zukowsky             | 72°                           | 176                     | Dawit Yemane            | 65°                     |
| Caja Rural-Seguros RGA    | Caja Rural-Seguros RGA    | Caja Rural-Seguros RGA    | Team Lotto Kern-Haus PSD Bank | Team Lotto Kern-Haus PSD Bank | Team Lotto Kern-Haus PSD Bank |                         |                         |                         |
| N°                        | Ciclista                  | Clas.                     | N°                            | Ciclista                      | Clas.                         |                         |                         |                         |
| 181                       | Iúri Leitão               | R 3ª                      | 191                           | Joshua Huppertz               | 45°                           |                         |                         |                         |
| 182                       | Orluis Aular              | 12°                       | 192                           | Leon Arenz                    | 102°                          |                         |                         |                         |
| 183                       | Abel Balderstone          | 36°                       | 193                           | Nick Bangert                  | 101°                          |                         |                         |                         |
| 184                       | Fernando Barceló          | 31°                       | 194                           | Mauro Brenner                 | R 3ª                          |                         |                         |                         |
| 185                       | Jefferson Cepeda          | 14°                       | 195                           | Ben Felix Jochum              | 103°                          |                         |                         |                         |
| 186                       | Joel Nicolau              | 46°                       | 196                           | Fausto Valentin Penna         | 96°                           |                         |                         |                         |